# 森田淳奈
森田 淳奈（もりた じゅんな、1979年6月26日 - ）は、日本の元女優。血液型はA型、出身地：埼玉県。桜っ子クラブさくら組の元メンバー。所属していた事務所は第一プロダクション。

## 来歴・人物
父親が芸能界に関係する人物であり、その影響から「何となく自然に（芸能人に）なりたいな」と思っていたとのこと。人づてに紹介されるという形で芸能界デビューのきっかけを得る。
桜っ子クラブさくら組に加入した当時、グループのメンバーの中で一番年下だった。
当時（1994年）公表していたサイズは、身長164.5cm、B80cm、W58cm、H85cm。血液型はB型。ピアノとピッコロの演奏が得意だった。

## 主な出演作品

### テレビ
- 桜っ子クラブ（1993年 - 1994年、テレビ朝日）
- 金田一少年の事件簿（1995年、日本テレビ）[6]
- 銀狼怪奇ファイル（1996年、日本テレビ）[6]

### CM
- カネボウフーズ「イロイロポップル」（アイスクリーム）[4][7]
- サンヨー食品・カップスター[1]